# Tallahassee Tennis Challenger 2006
Il Tallahassee Tennis Challenger 2006 è stato un torneo di tennis facente parte della categoria ATP Challenger Series nell'ambito dell'ATP Challenger Series 2006. Il torneo si è giocato a Tallahassee negli Stati Uniti dal 3 aprile 2006 su campi in cemento.

## Vincitori

### Singolare
Mardy Fish ha battuto in finale  Zack Fleishman con il punteggio di 7–5, 7–6(6)

### Doppio
Rik De Voest /  Glenn Weiner hanno battuto in finale  Tripp Phillips /  Bobby Reynolds con il punteggio di 3–6, 6–3, [10-0]